# Hans Albrecht Hesse
Hans Albrecht Hesse (* 26. April 1935 in Hameln; † 2. Februar 2015) war ein deutscher Jurist.

## Leben
Er war Jurist mit zweitem Staatsexamen, promoviert 1967 und habilitiert 1969/1970 in Soziologie. Er gehörte der Sachverständigenkommission des Niedersächsischen Justizministeriums zur Vorbereitung einer einstufigen Juristenausbildung an. Ab 1974 hatte er eine Professur für Rechtsdidaktik, Rechts- und Berufssoziologie in Hannover inne.

## Schriften (Auswahl)
- Das Recht der Bundesrepublik Deutschland. Orientierung – Grundlagen – Funktion. Heidelberg 1984, ISBN 3-8114-1584-0.
- Der Schutzstaat. Rechtssoziologische Skizzen in dunkler Zeit. Baden-Baden 1994, ISBN 3-7890-3366-9.
- Experte, Laie, Dilettant. Über Nutzen und Grenzen von Fachwissen. Opladen 1998, ISBN 3-531-13132-X.
- Einführung in die Rechtssoziologie. Wiesbaden 2004, ISBN 3-531-14260-7.